# لويد دي موس
لويد دي موس (بالإنجليزية: Lloyd deMause)‏ (وتنطق de-moss؛ ولد في 19 سبتمبر 1931) هو مفكر اجتماعي أمريكي معروف بعمله في مجال التاريخ النفسي. وقد تخرج في العلوم السياسية بجامعة كولومبيا وتدرب لاحقاً كمحلل نفسي عادي، وهو ما يُعرف بأنه محلل نفسي ليس لديه درجة طبية. وهو مؤسس جريدة التاريخ النفسي.

## العمل الأكاديمي
لقد قام دي موس بتقديم مساهمات كبيرة في دراسة التاريخ النفسي التي هي عبارة عن دراسة الدوافع النفسية للأحداث التاريخية. وتسعى إلى فهم الأصل العاطفي للسلوك للسلوك الاجتماعي والسياسي للمجموعات والأمم، في الماضي والحاضر. وموضوعها هو الطفولة والأسرة (وخاصة إساءة معاملة الأطفال)، والدراسات النفسية لعلم الانسان وعلم الأجناس.
في مقابلة أُجريت عام 1994 مع دي موس في جريدة زا نيو يوركر، كتب المحاور ستيفين شييف: «لكي تشتري في التاريخ النفسي، عليك أن تأيد بعض الافتراضات الغامضة إلى حد ما، على سبيل المثال، أن تقنيات تربية الأطفال في أمة ما تؤثر على سياستها الخارجية، ولكن تحليلات دي موس كانت غالباً  بطريقة غريبة نافذة البصيرة.»

## جدول التاريخ النفسي
يعتمد علماء التاريخ النفسي نماذج الصدمات النفسية للشخصيات الفصامية، النرجسية، المازوخية، ذات اضطراب الشخصية الحدية، المكتئبة والعصبية.
يُظهر الرسم البياني أدناه التواريخ والتي يعتقد علماء التاريخ النفسي أن في هذه التواريخ الأشكال التدريجية لإساءة معاملة الأطفال قد تطورت في الدول الأكثر تقدماً، استناداً إلى حسابات من سجلات تاريخية. الجدول الزمني لا ينطبق على المجتمعات البدائية. ولا ينطبق ذلك أيضًَا على العالمين اليوناني والروماني، أو العالم الصيني القديم حيث كان هناك تنوع كبير في ممارسات تربية الأطفال.